# Gnaeus Claudius Severus (consul en 167)
 (décembre 2021).
Gnaeus Claudius Severus (fl. 167-173) était un homme politique de l'Empire romain.

## Biographie
Fils de Gnaeus Claudius Severus Arabianus.
Il fut consul I en 167 et consul II en 173.
Il marié la première fois avec Ummidia, fille de Gaius Ummidius Quadratus Annianus Verus et de sa femme et cousine germaine Annia Cornificia Faustina, sœur de Marc Aurèle, sans descendance, et la deuxième fois avec la deux fois première et deux fois deuxième cousine de sa première femme Annia Galeria Aurelia Faustina, fille de Marc Aurèle et de sa femme et cousine germaine Annia Galeria Faustina, et fut le père de Tiberius Claudius Severus Proculus.
Gnaeus Claudius Severus, consul en 235, était son parent.